# Nl konkret
nl konkret war eine broschierte Sachbuchreihe aus dem Ostberliner Verlag Neues Leben, die sich an Jugendliche und junge Erwachsene richtete. Die Reihe erschien ab 1971 – zunächst mit dem Untertitel Wissenswertes für junge Leute – und ab 1974 regelmäßig als nl konkret. Jedes Heft hatte einen Umfang von ca. 200 Seiten und befasste sich mit einem aktuellen Thema, teilweise mit Mitteln der Propaganda. Einige ausgewählte Titel erschienen als Lizenz-Ausgabe im westdeutschen Pahl-Rugenstein Verlag.

## Publikationen der Reihe
| Nr. | Autoren                                           | Titel | Jahr | ISBN                                  |
| --- | ------------------------------------------------- | --- | ---- | ------------------------------------- |
| 1   | Alexander Tschakowski                             | Achtzigtausend Kilometer im Kreis. Über Hippies und Freiheit, Schein und Wirklichkeit                                                                | 1971 |                                       |
| 2   | Heinz Schmellenmeier                              | Besiegte Dämonen | 1972 |                                       |
| 3   | Werner Lehmann                                    | Schwarze Rose aus Alabama (über Angela Davis) | 1972 |                                       |
| 4   | Werner Queisser und Werner Eberdt                 | Rendezvous mit Justitia (2., bearbeitete Auflage 1974)                                                                                               | 1972 |                                       |
| 5   | Martin Robbe                                      | Revolution und Revolutionäre heute | 1972 |                                       |
| 6   | Nikolai Dubinin                                   | Geheimnis der Unsterblichkeit | 1973 |                                       |
| 7   | (Autorenkollektiv?)                               | Schlag nach bei Lenin! | 1973 |                                       |
| 8   | Tamara und Karl Hecht                             | Lebensrhythmus junger Leute | 1973 |                                       |
| 9   | Franz Loeser                                      | Wie groß ist der Mensch? | 1973 |                                       |
| 10  | Nikolai Lutschnik                                 | Warum bin ich meinen Eltern ähnlich? | 1974 |                                       |
| 11  | Werner Müller-Claud                               | Wer denkt, hat Fragen | 1974 |                                       |
| 12  | Siegfried Prokop                                  | Studenten im Aufbruch. Zur studentischen Opposition in der BRD                                                                                       | 1974 |                                       |
| 13  | Autorenkollektiv(?)                               | Einmaleins des Marxismus-Leninismus. Materie, Bewußtsein, Entwicklung, Produktion, Klassen, Revolution (Was man über die Gesellschaft wissen muß, 1) | 1977 |                                       |
| 14  | Autorenkollektiv(?)                               | Was ist Kommunismus? Eigentum, Planung, Recht, Moral, Freiheit, sozialistisches Weltsystem (Was man über die Gesellschaft wissen muß, 2)             | 1974 |                                       |
| 15  | Prof. Hermann Duncker                             | Der Traum meines Lebens. Reden und Aufsätze | 1974 |                                       |
| 16  | Zeno Zimmerling                                   | Ernst Thälmann, Leben und Kampf. Ein Dokumentarbericht                                                                                               | 1974 |                                       |
| 17  | Viktor Komarow                                    | Die Zukunft – Ein Rätsel? Zufall und Gesetzmäßigkeit. Scheinbares und Wirkliches. Prognose oder Phantastik                                           | 1975 |                                       |
| 18  | Wiktor Timofejew                                  | Kommunismus und Religion. Über die sozialen Prinzipien                                                                                               | 1975 |                                       |
| 19  | Helmut Wolle (Hrsg.)                              | Auf der Suche nach dem Glücke. Anthologie über Moral und Ethik, Freundschaft und Liebe, Religion und Wissenschaft                                    | 1975 |                                       |
| 20  | Werner Lehmann                                    | … Boeing 727 entführt … – Ein Tatsachenbericht | 1975 |                                       |
| 21  | Werner Hennig                                     | Wer bin ich? Hinweise zur Persönlichkeit | 1975 |                                       |
| 22  | Eberhard Fromm                                    | Ideal oder Wirklichkeit. Vom Werden sozialistischer Persönlichkeiten                                                                                 | 1975 |                                       |
| 23  | Walentin Tomin und Alexander Sinelnikow           | Hinter der Front. Dokumentarerzählung über eine deutsche Kundschaftertruppe                                                                          | 1975 |                                       |
| 24  | Franz Loeser                                      | Mord auf Befehl. Warum mußten die Rosenbergs sterben?                                                                                                | 1976 |                                       |
| 25  | Peter Jacobs                                      | Weil ich Jane Fonda bin. Absage an eine Traumfabrik                                                                                                  | 1976 |                                       |
| 26  | Zeno Zimmerling                                   | Wilhelm Pieck. Geschichte und Geschichten eines großen Lebens                                                                                        | 1976 |                                       |
| 27  | Peter Vogel                                       | Zwischen Gott und Scheiterhaufen. Ketzer im Mittelalter                                                                                              | 1976 | (laut DNB fälschlich auch als Bd. 26) |
| 28  | Alexander A. Kokorew                              | Mit dem Sputnik begann es … | 1976 |                                       |
| 29  | Wiktorija Zaga                                    | Antikommunismus heute. Zu bürgerlichen ökonomischen Theorien                                                                                         | 1976 |                                       |
| 30  | Franz Loeser                                      | Durchbruch des neuen Geschlechts. Schöpfertum und Moral der Zukunft                                                                                  | 1976 |                                       |
| 31  | Iwan Laptew                                       | Planet ohne Zukunft? Mensch und Natur, Ökologie, Population, Existenzmilieu                                                                          | 1976 |                                       |
| 32  | Edward Arab-Ogly                                  | Im Labyrinth der Prophezeiungen | 1977 |                                       |
| 33  | Martin Robbe                                      | Kein Friede in Nahost? Die Araber, ihr Befreiungskampf und Israel                                                                                    | 1978 |                                       |
| 34  | Eberhard Fromm                                    | Wer denkt noch wie Schneewittchen? Ideen unserer Zeit kontra Geist der Vergangenheit                                                                 | 1979 |                                       |
| 35  | Gerhard Straaß                                    | Rassen – Herkunft und Zukunft. Urteile und Vorurteile                                                                                                | 1982 |                                       |
| 36  | Alexander Kitalgorodski                           | Magie, Telepathie und allerlei Wunder. Auseinandersetzung mit Pseudowissenschaften                                                                   | 1979 |                                       |
| 37  | Hannes Gutzner                                    | Mitdenken erwünscht. Neue Wege zur Ideenfindung | 1978 |                                       |
| 38  | Awenir Ujomow                                     | Auf der Suche nach der Wahrheit | 1978 |                                       |
| 39  | Gerlinde und Hans-Georg Mehldorn                  | Heureka. Methoden des Erfindens | 1979 |                                       |
| 40  | Autorenkollektiv                                  | Blick in die Zukunft. Das Jahr 2000 im Visier der Wissenschaft                                                                                       | 1979 |                                       |
| 41  | Hannes Gutzer und Hans-Dieter Pauer               | Keine Zeit, keine Zeit | 1975 |                                       |
| 42  | Gerhard Straaß                                    | Zwischen genetischer Katastrophe und Übermensch | 1979 |                                       |
| 43  | Lothar Bisky                                      | Geheime Verführer. Geschäft mit Shows, Stars, Reklame, Horror, Sex                                                                                   | 1980 |                                       |
| 44  | Peter Jacobs                                      | Auf dem Regenbogen reitet der Tod. Hintergründe des Rauschgiftmissbrauchs in der kapitalistischen Welt                                               | 1980 | ISBN 3-355-01170-3                    |
| 45  | Burchard Brentjes                                 | Weiße Götter? Kultur – Werk des Menschen oder außerirdischer Zivilisationen?                                                                         | 1980 |                                       |
| 46  | Gerhard Misgeld                                   | Sexualität in unserem Leben. Geschlechtlichkeit, Persönlichkeit                                                                                      | 1980 |                                       |
| 48  | Abdussalam Gussejnow                              | Streit mit sich selbst | 1981 |                                       |
| 49  | Martin Robbe                                      | Verlockung der Gewalt. Linksradikalismus, Anarchismus, Terrorismus                                                                                   | 1981 |                                       |
| 50  | Claus Wolf                                        | Bosse, Gangster, Kopfgeldjäger. Flüchtlingskampagnen und Menschenhandel, Motive und Methoden                                                         | 1982 | ISBN 3-355-00411-1                    |
| 51  | Hannes Gutzer und Hans-Dieter Pauer               | Computer auf dem Vormarsch? Von Rechnern, Robotern und Programmen                                                                                    | 1982 |                                       |
| 52  | Hans-Dieter Nagel und Leonard Zastrow             | Geht uns das Licht aus? Kernkraft oder Alternativen?                                                                                                 | 1982 |                                       |
| 53  | Eberhard Fromm                                    | Das schwarze Kabinett. Geschichten von Sowjetologen, DDRologen und anderen Astrologen                                                                | 1983 |                                       |
| 54  | Klaus Steiniger                                   | Schauprozess in San Jose. Aussage eines Zeugen | 1983 |                                       |
| 55  | Günter Koch                                       | Falsche Propheten. Über Jugendsekten in der kapitalistischen Welt                                                                                    | 1983 |                                       |
| 56  | Viktor Komarow                                    | Rätselhaftes Weltall. Schwarze Löcher, Quarks und Neutrinos                                                                                          | 1983 |                                       |
| 57  | Achim Felz                                        | Babylons Töchter. Städtebau zwischen Vergangenheit und Zukunft                                                                                       | 1983 |                                       |
| 58  | Andreas Gertler und Wolfgang Mattig               | Stimmen aus dem Jenseits. Parapsychologie und Wissenschaft                                                                                           | 1984 | ISBN 3-355-01346-3                    |
| 59  | Helmut Schnitter                                  | … also nötlich ist auch das Schwert. Streifzüge durch die deutsche Militärgeschichte                                                                 | 1984 |                                       |
| 60  | Klaus Ullrich                                     | Paradies der Manager. Profis – Lohnarbeiter im Jersey                                                                                                | 1984 |                                       |
| 61  | Martin Robbe                                      | Die Stummen in der Welt haben das Wort. Entwicklungsländer Bilanz und Perspektiven                                                                   | 1984 |                                       |
| 62  | Lothar Bisky                                      | The show must go on. Unterhaltung am Konzernkabel - Film, Rock, Fernsehen, neue Medien                                                               | 1984 | ISBN 3-355-00408-1                    |
| 63  | Jörg Heimbrecht                                   | Das Milliardending - Minister, Multis, Moneten. Mit einem Vorwort von Günter Wallraff                                                                | 1984 |                                       |
| 64  | Hermann Langer                                    | Wollt ihr den totalen Tanz? Streiflichter zur imperialistischen Manipulierung der Jugend                                                             | 1985 | ISBN 3-355-00025-6                    |
| 65  | Klaus-Dieter Stefan                               | Blind wie zu Kaisers Zeiten. Säbel, Seidel, Schmisse – neue „Burschenherrlichkeit“?                                                                  | 1985 | ISBN 3-355-00410-3                    |
| 66  | Roland Maier                                      | Umwelt - Depot des Lebens. Wohin neigt sich die ökologische Waage?                                                                                   | 1987 | ISBN 3-355-00573-8                    |
| 67  | Thomas Heubner                                    | Die Rebellion der Betrogenen. Rocker, Popper, Punks und Hippies - Modewellen und Protest in der westlichen Welt?                                     | 1985 | ISBN 3-355-00306-9                    |
| 68  | Walter Florath                                    | Der Typ ist richtig. Intensivierung - Alltag und Zukunft                                                                                             | 1986 | ISBN 3-355-00005-1                    |
| 69  | Achim Felz                                        | Zwischen Feuerstelle und Vollkomfort. Wohnungsbau von der Hütte bis zum Hochhaus                                                                     | 1986 | ISBN 3-355-00004-3                    |
| 70  | Wolf D. Hartmann                                  | Kapitale Karrieren. Mythos und Realität profitabler Geschäfte                                                                                        | 1986 | ISBN 3-355-00495-2                    |
| 71  | Günter Wallraff                                   | BILD-Beschreibung. Methoden und Mechanismen einer Medienmacht                                                                                        | 1986 |                                       |
| 72  | Hans Bergmann                                     | Wanted - President. Ronald Reagan und die Monopole – ein Fallbericht                                                                                 | 1986 | ISBN 3-355-00001-9                    |
| 73  | Peter Jacobs                                      | Spuren ins Dunkle. Attentate und Attentäter zwischen Dallas und Rom                                                                                  | 1986 | ISBN 3-355-00009-4                    |
| 74  | Martin Robbe                                      | Der Mann, der Sadat erschoss. Revolution und Konterrevolution in Ägypten                                                                             | 1986 | ISBN 3-355-00499-5                    |
| 75  | Jürgen Scheich                                    | Gorillas, Gringos, Guerrillieros. Unruhe im „Hinterhof der USA“                                                                                      | 1986 | ISBN 3-355-00500-2                    |
| 76  | Klaus Steiniger                                   | Die Brut des Al Capone. Gangstersyndikate in den USA                                                                                                 | 1986 | ISBN 3-355-00015-9                    |
| 77  | Hannes Bahrmann, Peter Jacobs und Christoph Links | Killerkommando - Schwarzbuch CIA und Contras | 1986 | ISBN 3-355-00296-8                    |
| 78  | Josef Lawrezki                                    | Seelenfänger ohne Gnade. Sekten, Kulte und Wundertäter in der kapitalistischen Welt                                                                  | 1987 | ISBN 3-355-00416-2                    |
| 79  | Klaus Ullrich                                     | Der weiße Dschungel. Tennis im Würgegriff der Agenturen                                                                                              | 1987 | ISBN 3-355-00539-8                    |
| 80  | Horst Szczesny                                    | Schlachten des kalten Krieges. Wege und Ziele imperialistischer Politik                                                                              | 1987 | ISBN 3-355-00016-7                    |
| 81  | Matthias Rothe                                    | Zukunft auf dem Prüfstand. Wirtschaftswachstum am Wendepunkt?                                                                                        | 1987 | ISBN 3-355-00489-8                    |
| 82  | Horst Hoffmann                                    | Cosmic secret. Testfall SDI - Mythen und Szenarien                                                                                                   | 1988 | ISBN 3-355-00008-6                    |
| 83  | André Brie                                        | Intelligente Waffen oder intelligente Politik? Abrüstung - die Chance der Vernunft                                                                   | 1988 | ISBN 3-355-0776-5                     |
| 84  | Wolfram und Joachim Adolphi                       | High-Tech im Land der Samurai. Erlebnisse im Umfeld eines „Wirtschaftswunders“                                                                       | 1988 | ISBN 3-355-00598-3                    |
| 85  | Hermann Langer                                    | Schulfrei für den Tod. Jugend unter Pickelhaube und Stahlhelm                                                                                        | 1988 | ISBN 3-355-00602-5                    |
| 86  | Günter Grau                                       | AIDS. Krankheit oder Katastrophe? | 1990 | ISBN 3-355-00931-8                    |
| 87  | Harry Nick                                        | Prometheus oder Pandora? Herausforderung wissenschaftlich-technische Revolution                                                                      | 1988 | ISBN 3-355-00777-3                    |
| 88  | Günter Schenke                                    | Manipuliertes Leben. Biologische Techniken zwischen Angst und Faszination                                                                            | 1988 | ISBN 3-355-00778-1                    |
| 89  | Jochen Weichold                                   | Zwischen Götterdämmerung und Wiederauferstehung. Linksradikalismus im Wandel                                                                         | 1989 | ISBN 3-355-00492-8                    |
| 90  | Hans Bergmann                                     | Die rechte Mission, Konservative zwischen Wunsch und Wirklichkeit                                                                                    | 1989 | ISBN 3-355-00914-8                    |
| 91  | Eberhard Fromm                                    | Marx – von rechts gelesen. Das konservative Marxbild der achtziger Jahre                                                                             | 1989 | ISBN 3-355-00929-6                    |
| 92  | Franz Jacobs                                      | Schreckgespenst Rohstoffmangel? Weltressourcen und Weltprobleme                                                                                      | 1989 | ISBN 3-355-00933-4                    |
| 93  | Franz Rudolph                                     | Fabrik 2000. Chancen, Wege und Grenzen der Automation                                                                                                | 1989 | ISBN 3-355-00937-7                    |
| 94  | Wolfgang Mattig, Andreas Gertler                  | Wunderheiler? Medizin mit Pendel, Nadel, Strahlen | 1989 | ISBN 3-355-00932-6                    |
| 95  | Karin Tetzlaff                                    | Feuer in der Wagenburg. Südafrika - Furcht und Elend der Apartheid                                                                                   | 1989 | ISBN 3-355-00935-0                    |
| 96  | Klaus Steiniger                                   | Drachensaat. Die Geheimdienste der USA. | 1989 |                                       |
| 97  | Peter Jacobs                                      | Der Aufstand der Steine. Yasser Arafat, die PLO und Palästina                                                                                        | 1989 | ISBN 3-355-00970-9                    |
| 98  | Peter Jacobs                                      | Karrieren unterm Sternenbanner. Aufstieg und Fall von Diktatoren                                                                                     | 1990 | ISBN 3-355-01014-6                    |
| 100 | Ralph Hartmann                                    | Die Liquidatoren. Der Reichskommissar und das wiedergewonnene Vaterland                                                                              | 1997 | ISBN 3-355-01485-0                    |
| 101 | Martin Mader                                      | Villa Größenwahn. Ein Manifest der Steuerzahler | 1997 | ISBN 3-355-01487-7                    |
| 102 | Elvira Torni                                      | Partnerclubs. Blind Date – die vermittelte Liebe | 1997 | ISBN 3-355-01488-5                    |

## nl konkret extra
- André Brie u. a.: Sozialismus am Scheideweg. Fragen an eine neue Konzeption (= Nl konkret. Extra). Verlag Neues Leben, Berlin 1990, ISBN 3-355-01174-6.
- Rainer Falk: Nelson Mandela. Biographisches Portrait mit Selbstzeugnissen (= Nl konkret. Extra). Lizenzausgabe. Verlag Neues Leben, Berlin 1987, ISBN 3-355-00579-7.

## Besonderheiten
- Von Band 25 (Peter Jacobs: Weil ich Jane Fonda bin) sind zwei Cover-Fassungen bekannt: Eines zeigt einen Filmstreifen, ein zweites die lächelnde Porträtfotografie Jane Fondas.
- In Band 43 wird folgendes Buch als „Zuletzt erschienen“ aufgeführt: (54) Peter Vogel: Unter der schwarzen Fahne. Anarchismus gestern und heute. Dieser Band ist jedoch anscheinend nie erschienen.